# Santa Cruz do Xingu
Santa Cruz do Xingu là một đô thị thuộc bang Mato Grosso, Brasil. Đô thị này có diện tích 5625,401 km², dân số năm 2007 là 2116 người, mật độ 0,38 người/km².